# Antoine Gramat
Antoine Gramat (7 octobre 1866 - 27 décembre 1924) est un général de division français associé à la Première guerre mondiale.

## Biographie
Antoine Gramat est né le 7 octobre 1866 à Brive-la-Gaillarde (Corrèze) et meurt le 27 décembre 1924 à Turenne (Corrèze).
Il est le fils d'Annet Gramat (1825-1894) et de Rose Tillard (née en 1833).

### Grades
- Élève de Saint-Cyr de 1885 à 1887 - Promotion de l'Annam
- 1er octobre 1887 : Sous-lieutenant
- Nommé Lieutenant « au choix ».1er mai 1891
- 23 mars 1895 : Capitaine
- [réf. souhaitée] : Chef de bataillon
- [réf. souhaitée] : Lieutenant-colonel
- 24 juin 1912 : Colonel
- 20 avril 1915 : Général de brigade.
- 21 septembre 1917 : Général de division

### Postes
- 24/06/12 - 09/11/14 : commandant du 132e régiment d'infanterie.
- 27/08/14 - 24/07/15 : commandant de la 24e brigade d'infanterie.
- 09/11/14 - 20/04/15 : commandant du  46e régiment d'infanterie.
- 24/07/15 - 06/05/16 : commandant de la 12e division d'infanterie
- 17/10/16 - 21/05/17 : en congé de convalescence.
- 21/05/17 - 26/06/17 : en disponibilité.
- 26/06/17 - 18/11/17 : chef du cabinet militaire du ministre de la Guerre.
- 18/11/17 - 01/05/18 : major général de l'armée.
- 01/05/18 - 05/05/18 : en congé de repos.
- 05/05/18 - 18/06/18 : en mission à l'armée d'Orient.
- 18/06/18 - 01/09/23 : chef de la mission militaire française auprès de l'armée hellénique puis 1922 mission militaire française en Grèce.
- 15/01/24 - 22/07/24 : en disponibilité.
- 22/07/24 : placé dans la section de réserve.

### Divers
Le personnage du colonel « Tillien » dans Ceux de 14, recueil de récits de guerre de Maurice Genevoix, est inspiré par Antoine Gramat.

## Distinctions

### Décorations françaises
- Commandeur de la Légion d'honneur (décret du 6 juillet 1919)[2].
  -  Officier de la Légion d'honneur (décret du 20 novembre 1914)
  -  Chevalier de la Légion d'honneur (décret du 17 septembre 1901)
- Croix de guerre 1914-1918 (2 palmes)
- Officier de l'Instruction publique (1894)
- Médaille coloniale (agrafe Algérie)
- Médaille commémorative de l'expédition du Dahomey
- Médaille commémorative de la guerre 1914-1918

### Décorations étrangères
- Chevalier commandeur de l'Ordre de Saint-Michel et Saint-George ( Royaume-Uni)
- Officier du Nichan Iftikhar (11 mars 1902) ( France /  Tunisie)